# Ich denk’ so viel an Euch
Ich denk’ so viel an Euch ist ein 1991 unter dem niederländischen Originaltitel Ik denk zoveel aan jullie: Een briefwisseling tussen Nederland en Duitsland 1920–1949 (Ich denk’ so viel an Euch. Ein deutsch-niederländischer Briefwechsel 1920–1949) erschienenes Buch, in dem die Herausgeberin Hedda Kalshoven-Brester (* 30. Juli 1930 – † 31. März 2016) den Briefwechsel zwischen ihrer Mutter, einer in den Niederlanden lebenden und mit einem Niederländer verheirateten Deutschen, und deren Verwandten und Freunden in Braunschweig wiedergibt. Der Schriftwechsel zog sich über einen Zeitraum von fast 29 Jahren hin, wobei aus heutiger Sicht die 1930er Jahre sowie die Zeit des Nationalsozialismus und des Zweiten Weltkrieges und die darin zum Ausdruck kommenden deutschen und niederländischen Sichtweisen der Ereignisse von besonderem Interesse sind.

## Vorgeschichte
Hedda Kalshoven-Brester wurde am 30. Juli 1930 als Tochter der aus Braunschweig stammenden Deutschen Irmgard Brester, geb. Gebensleben (1906–1993) und deren niederländischem Ehemann, dem Arzt August Brester (1900–1984) in Utrecht geboren. Zusammen mit ihren drei Geschwistern lebte sie mit ihren Eltern in Amersfoort. 1985 entdeckte sie zufällig den Briefwechsel zwischen ihrer Mutter und deren Familie und edierte ihn für die 1991 erschienene niederländische Originalausgabe.
Irmgard Gebensleben war eines von zwei Kindern des Braunschweiger Stadtbaurates Karl Gebensleben (1871–1936) und dessen Ehefrau Elisabeth, geb. von Alten (1883–1937). Ihr jüngerer Bruder Eberhard (* 1910) fiel als Oberleutnant der Wehrmacht am 9. September 1944 in der Nähe von Brügge in Belgien. Karl Gebensleben war u. a. acht Jahre lang stellvertretender Oberbürgermeister Braunschweigs und übernahm nach der von den Nationalsozialisten betriebenen Amtsenthebung des SPD-Oberbürgermeisters Ernst Böhme zwischen dem 13. März und dem 18. Oktober 1933 vertretungsweise dessen Amt, bis er von Wilhelm Hesse abgelöst wurde.

## Inhalt
Aufgrund der schwierigen Wirtschafts- und Versorgungslage in den frühen Jahren der Weimarer Republik kurz nach dem Ende des Ersten Weltkrieges wurden Tausende von Kindern aus Deutschland in die Niederlande geschickt, wo sie von Gastfamilien und niederländischen Hilfsorganisationen z. T. für mehrere Monate aufgenommen und wieder aufgepäppelt wurden. Unter diesen Kindern befand sich im Frühling 1920 auch die 13-jährige Irmgard Gebensleben.
Nachdem Irmgard wieder nach Braunschweig zurückgekehrt war, blieb sie weiter in Kontakt mit ihrer Gastfamilie. 1929 heiratete sie schließlich August Brester, den jüngeren Sohn ihrer Pflegefamilie und lebte fortan mit ihm in den Niederlanden, wo sie zusammen vier Kinder bekamen, Hedda sowie noch eine weitere Tochter und zwei Söhne.
Über einen Zeitraum von nahezu 29 Jahren schrieben sich die Familienmitglieder Gebensleben und Brester sowie zahlreiche ihrer deutschen und niederländischen Verwandten und Freunde mehr als 2.000 Briefe und Postkarten, von denen fast alle erhalten sind. Das erste Schreiben datiert vom 11. Juni 1920, das letzte vom 19. Dezember 1949.

## Ausführlicher erwähnte Ereignisse
Da Hedda Kalshoven-Brester im Zuge der Aufbereitung und Aufarbeitung der Korrespondenz auch ihre (deutsche) Familiengeschichte erforschte und auch dabei auf zahlreiche Briefe aus der Zeit zwischen 1914 und 1920 stieß, sind diese Dokumente dem Briefwechsel zwischen 1920 und 1949 vorangestellt. In ihnen wird neben dem Ersten Weltkrieg die Novemberrevolution in Braunschweig erwähnt.
In der sich daran anschließenden Korrespondenz, aber auch in Notizbucheinträgen Irmgard Bresters, die zur Überbrückung von Lücken verwendet wurden, werden neben Ereignissen aus der Weimarer Republik, der NS-Zeit und des Zweiten Weltkrieges mehr oder weniger ausführlich auch folgende Ereignisse geschildert:
- der SA-Aufmarsch in Braunschweig am 17./18. Oktober 1931
- die Einbürgerung Adolf Hitlers Ende Februar 1932
- der Warenhaussturm am 11. März 1933
- der Stahlhelm-Putsch am 27. März 1933
- die Besetzung der Niederlande (sogenannter „Fall Gelb“) am 10. Mai 1940

## Rezeption
In Umfang, Ausführlichkeit und Offenheit, die auf Seiten der während der nationalsozialistischen Diktatur in Deutschland lebenden Personen streckenweise an Naivität grenzt, stellt der Briefwechsel ein Zeitdokument der Alltagsgeschichte dar. Walter Kempowski bezeichnete das Buch als ein „… einzigartiges Zeitdokument, das in seiner Unmittelbarkeit und Anschaulichkeit beeindruckt.“.

## Hörspielfassung
1999 erschien Ich denk’ so viel an Euch als Hörspiel in der Regie von Klaus-Michael Klingsporn und wurde u. a. bei Deutschlandradio Kultur gesendet.

## Werk
- Ik denk zoveel aan jullie: Een briefwisseling tussen Nederland en Duitsland 1920–1949, Amsterdam 1991, ISBN 90-254-1235-1 (niederländische Originalausgabe)
- Ich denk’ so viel an Euch. Ein deutsch-niederländischer Briefwechsel 1920–1949, Luchterhand Verlag, München 1995, ISBN 3-630-86849-5